# Spechtenseehütte
Die Spechtenseehütte ist eine Schutzhütte der Sektion Stainach des Österreichischen Alpenvereins.

## Lage und Umgebung
Die Hütte befindet sich im zur Gemeinde Pürgg-Trautenfels gehörigen Ortsteil Wörschachwald am Südrand des Toten Gebirges, 250 Meter nordöstlich des Spechtensees.

## Geschichte
Die Hütte wurde im Jahre 1960 erbaut, um das Jahr 1970 erweitert sowie im Jahr 2000 umgebaut und unterkellert.

## Wege
Privatautos können bis auf den Parkplatz vor der Hütte zufahren. Über Wege kann die Hütte von Wörschach aus durch die Wörschachklamm in zwei Stunden erreicht werden. Der Weg von Stainach über den Sinirboden nimmt zweieinhalb Stunden Gehzeit in Anspruch. Der Übergang zur Liezener Hütte nimmt drei Stunden Gehzeit in Anspruch. Zur Hochmölbinghütte ist man ebenfalls annähernd so lange unterwegs. Die Hütte bietet einen Ausgangspunkt für Touren in der Bergkette nördlich von Wörschachwald, die vom Hechlstein (1814 m) über den Bärenfeuchtmölbing (1770 m) bis zum schroffen Hochtausing (1823 m) reicht.
Die Hütte und der nahe Spechtensee sind ein beliebtes Ausflugsziel. Für einen Spaziergang bietet sich der Weg um den See an, der durch ein Moor und an Seerosenbeständen vorbeiführt. Im Bereich der Hütte befindet sich ein Bogenschieß-Parcours.